# جين هارتلي
جين هارتلي (بالإنجليزية: Gene Hartley)‏ هو سائق سباق ومهندس أمريكي، ولد في 28 يناير 1926 في رونوك في الولايات المتحدة، وتوفي بنفس المكان في 13 مارس 1993.

## روابط خارجية
- جين هارتلي على موقع DriverDB.com (الإنجليزية)